# Poids super-lourds
Pour les articles homonymes, voir Poids (homonymie).

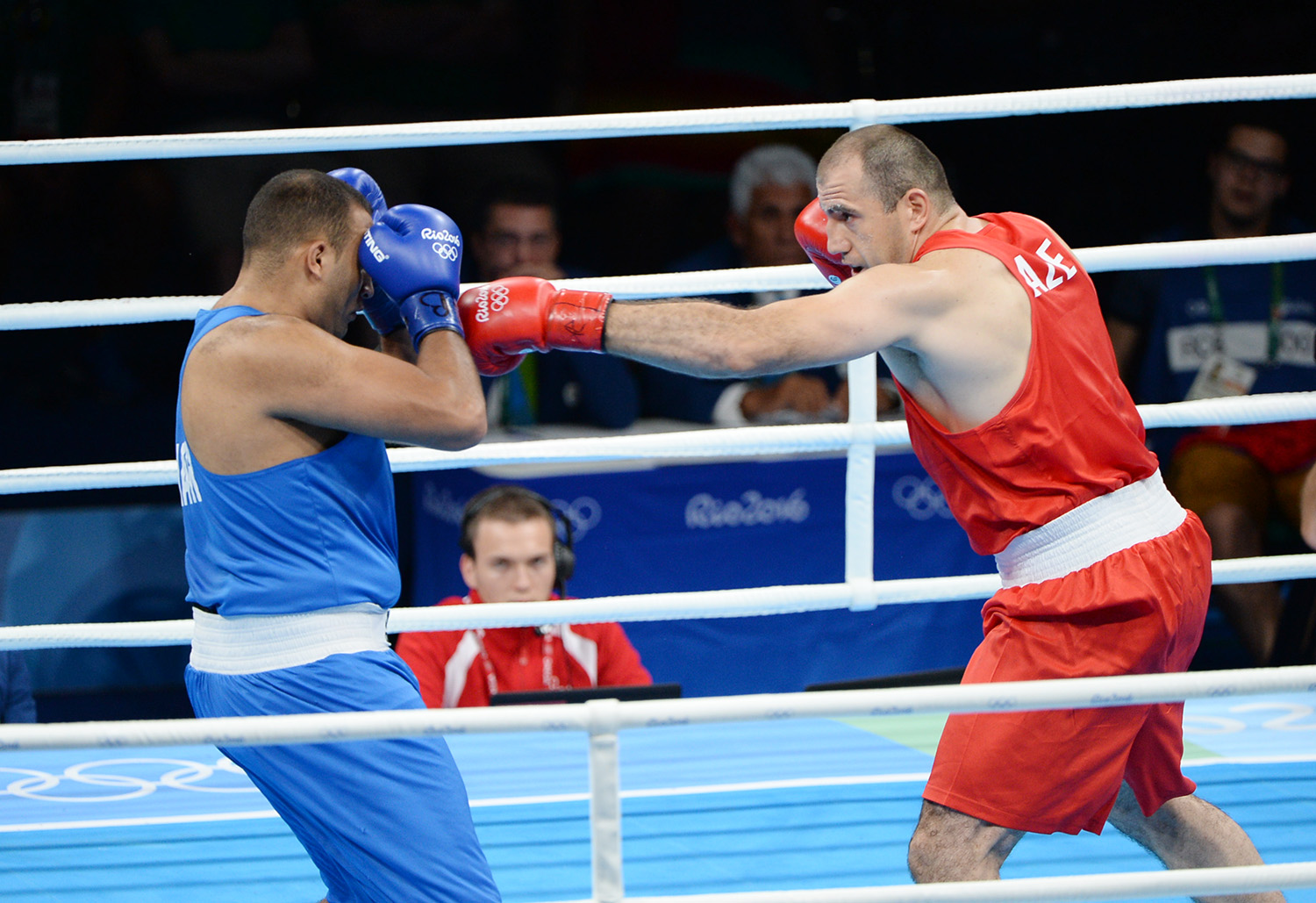
Majidov et Arjaoui se combattent lors des Jeux olympiques de Rio en 2016

Poids super-lourds est une catégorie de poids en sports de combat.
En boxe anglaise amateur (olympique), elle concerne les athlètes masculins pesant plus de 91 kg. La catégorie n'est pas ouverte aux femmes.
Cette catégorie n'existe pas en boxe professionnelle où la catégorie la plus importante est celle des poids lourds fixée à plus de 200 livres (90,718 kg).

## Boxe amateur

### Champions olympiques
- 1984 -  Tyrell Biggs
- 1988 -  Lennox Lewis
- 1992 -  Roberto Balado
- 1996 -  Wladimir Klitschko
- 2000 -  Audley Harrison
- 2004 -  Aleksandr Povetkin
- 2008 -  Roberto Cammarelle
- 2012 -  Anthony Joshua
- 2016 -  Tony Yoka
- 2020[4] -  Bakhodir Jalolov